# Viga artesa

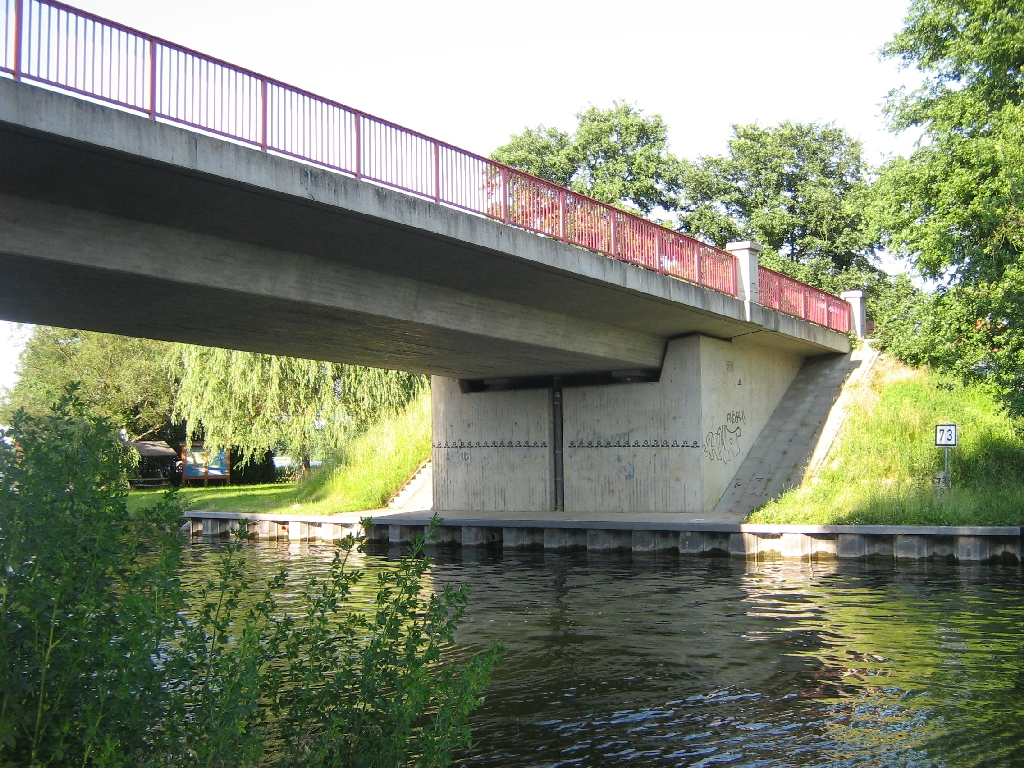
Viga artesa en un puente

Las vigas de puente tipo artesa son utilizadas para la construcción de tableros de puentes autoportantes.  Están indicadas especialmente para pasos inferiores de carreteras y ferrocarriles, cuya realización precise de un mejor diseño estético, gracias a su particular geometría respecto de las que ofrecen las vigas tipo T.